# Mahnertite
La mahnertite è un minerale.

## Etimologia
Il nome è in onore del professore svizzero Volker Mahnert (1943-2018), direttore del Museo di Storia Naturale di Ginevra.